# 角倉了以

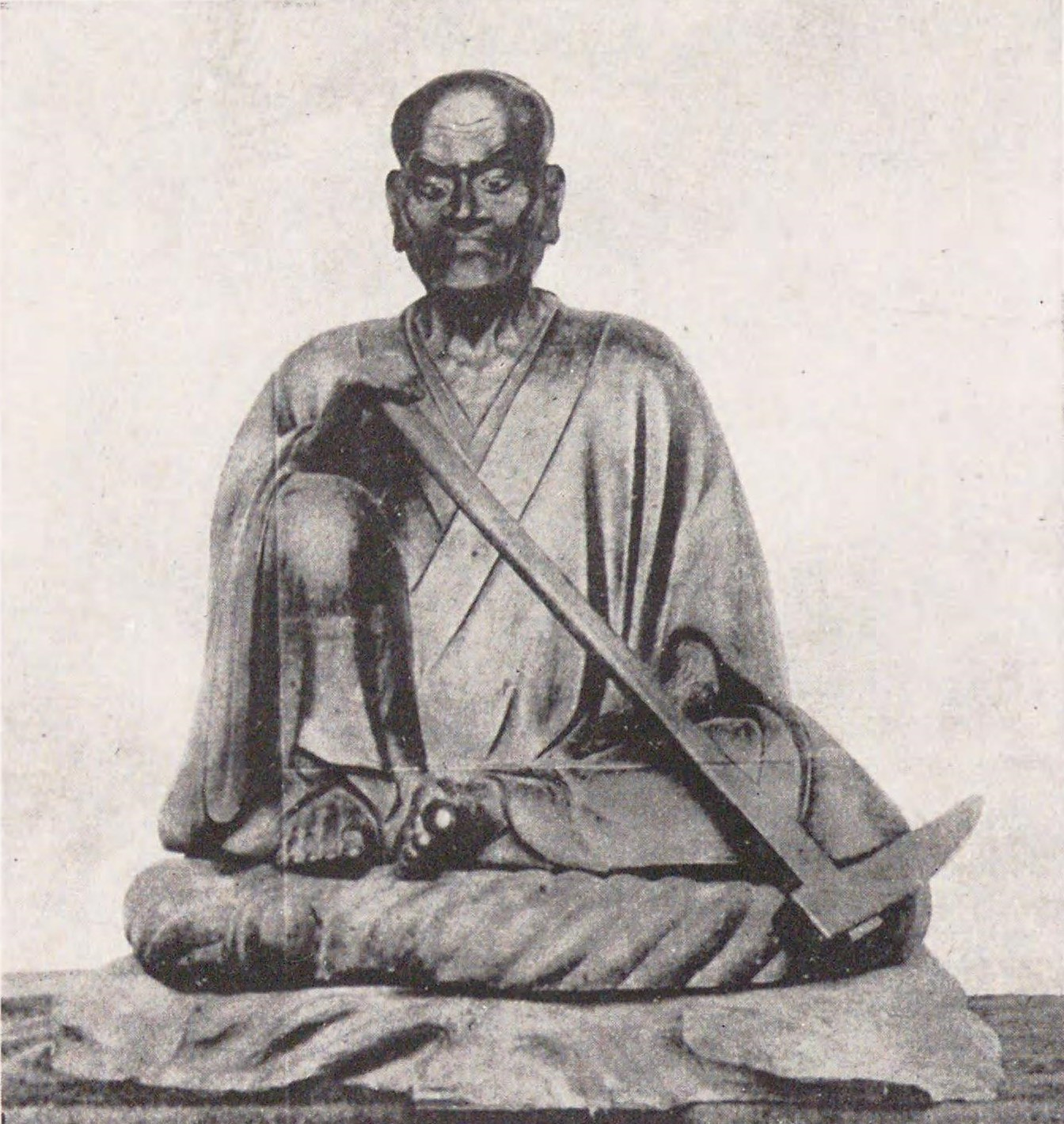
角倉了以木像（京都市西京区・千光寺所蔵）

角倉 了以（すみのくら りょうい、天文23年〈1554年〉 - 慶長19年7月12日〈1614年8月17日〉）は、戦国時代から江戸時代初期にかけての京都の豪商。諱は光好。
朱印船貿易の開始とともに安南国との貿易を行い、私財を投じて山城（京都）の大堰川（=保津川 慶長13年〈1608年〉）と高瀬川を開削した。開発費用は現在の価格換算で150億円の私財を投入したと考えられる一方で、通行料収入ですぐ元を取ったと言われる。また江戸幕府の命令により富士川（慶長12年〈1612年〉）、天竜川、庄内川などの開削を行った。地元京都では商人としてよりも琵琶湖疏水の設計者である田辺朔郎と共に「水運の父」として有名である。
自宅は現在の日本銀行京都支店の場所、別邸はその通りを挟んで東、現在の飲食店がんこ高瀬川二条苑である。
長男に角倉素庵、弟に吉田宗恂。吉田光由は一族にあたる。墓所は京都市嵯峨野の二尊院。明治40年（1907年）、正五位を追贈された。

## 家系
角倉家の本姓は吉田氏。先祖は宇多源氏・佐々木氏の分家である。もともとは近江国愛知郡吉田村（現：滋賀県犬上郡豊郷町吉田）出身とされ、室町時代中期に上洛し室町幕府お抱えの医者としてつとめた。その後、医業で得た財を元に土倉を営むようになる。了以の祖父・吉田宗忠は土倉業を長男に継がせ、次男に医者を継がせた。この次男・吉田宗桂が了以の実父である。
同所にある日本酒の酒蔵である岡村本家を経営する岡村家は角倉家の一族である。
角倉家は茶屋四郎次郎の茶屋家、後藤庄三郎の後藤家とともに「京の三長者」といわれる権勢を誇っていたが、他の2家が徳川家康に接近することで急成長したのに対し、角倉家はそれ以前より成功していた商人であったところが異なる。
「角倉」は運営していた土倉の名前の一つから取られた名称である。
子孫に角倉賀道（小児科医で明治末期に天然痘撲滅のために支配人・山田三七郎とともに愛光舎を運営、酪農の発展に寄与した）、角倉邦彦（医化学者）、千住文子（教育評論家）、千住博（画家）、千住明（作曲家）、千住真理子（ヴァイオリニスト）、Sammy（歌手）らがいる。
家紋は扇地紙の内酢漿、四目結。

## 登場する作品
- 岩井三四二 『絢爛たる奔流』 講談社、2017年。

## ギャラリー

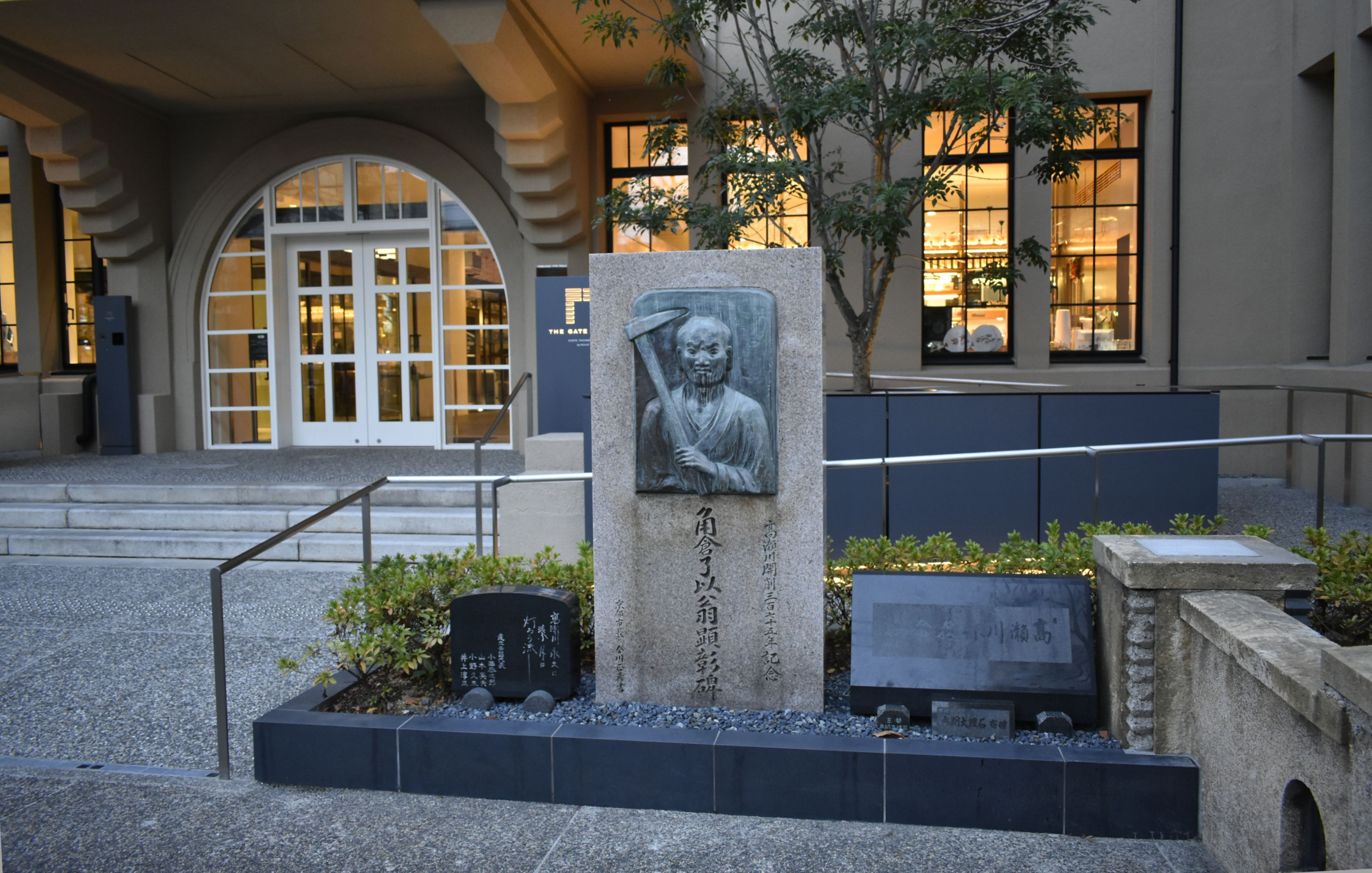
高瀬川開削375年記念角倉了以翁顕彰碑、立誠ガーデン ヒューリック京都
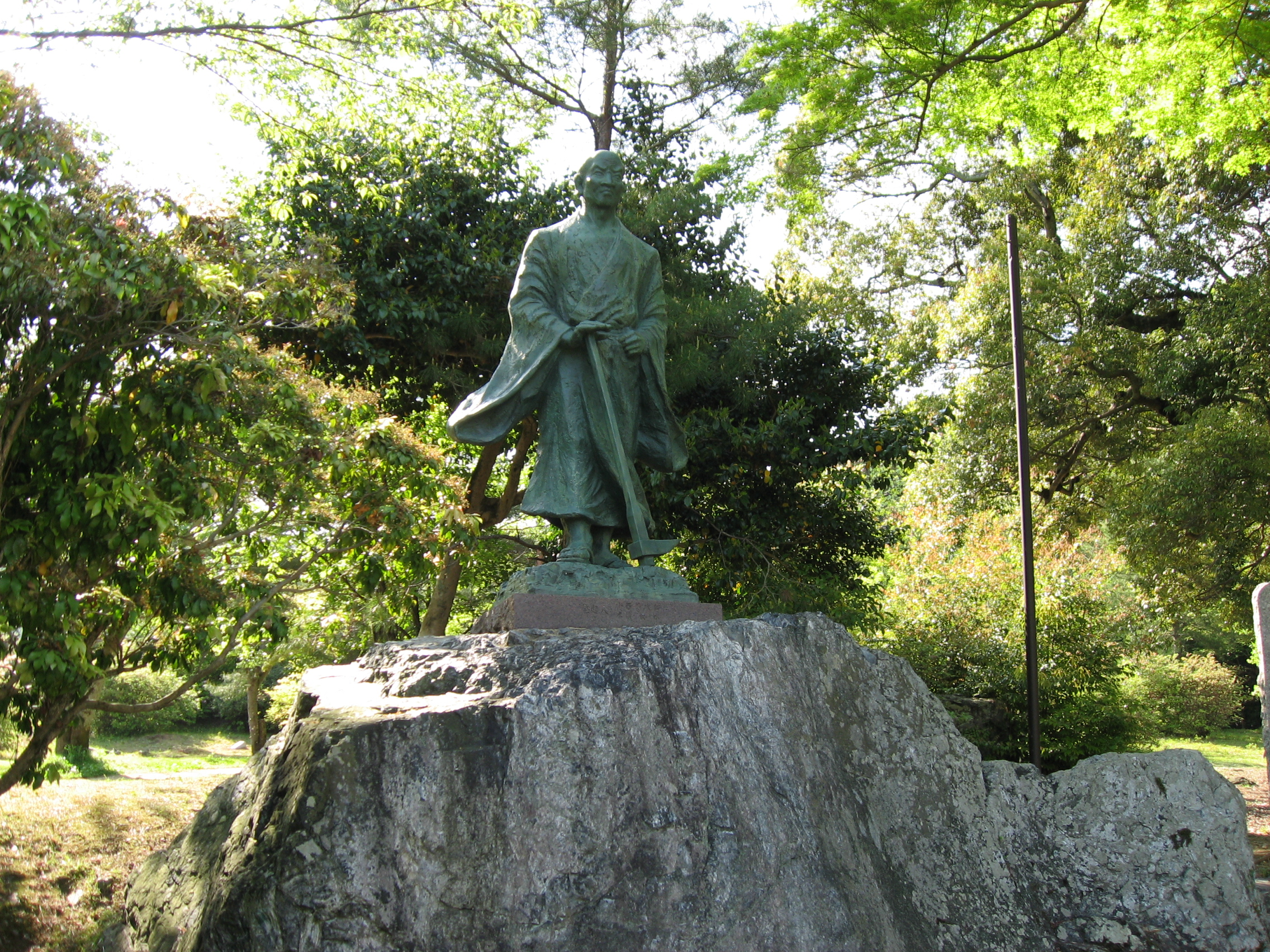
嵐山の角倉了以像
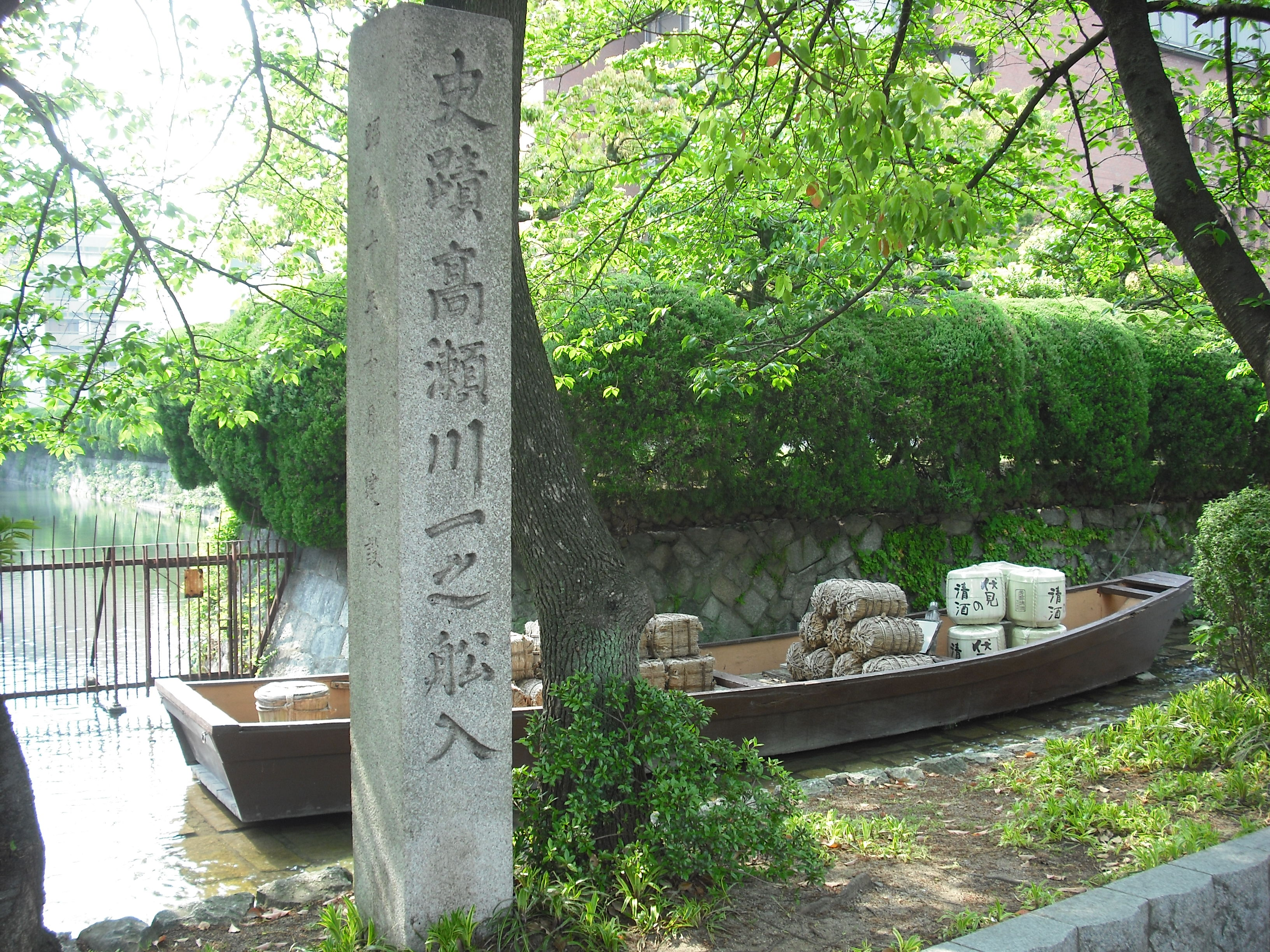
高瀬川
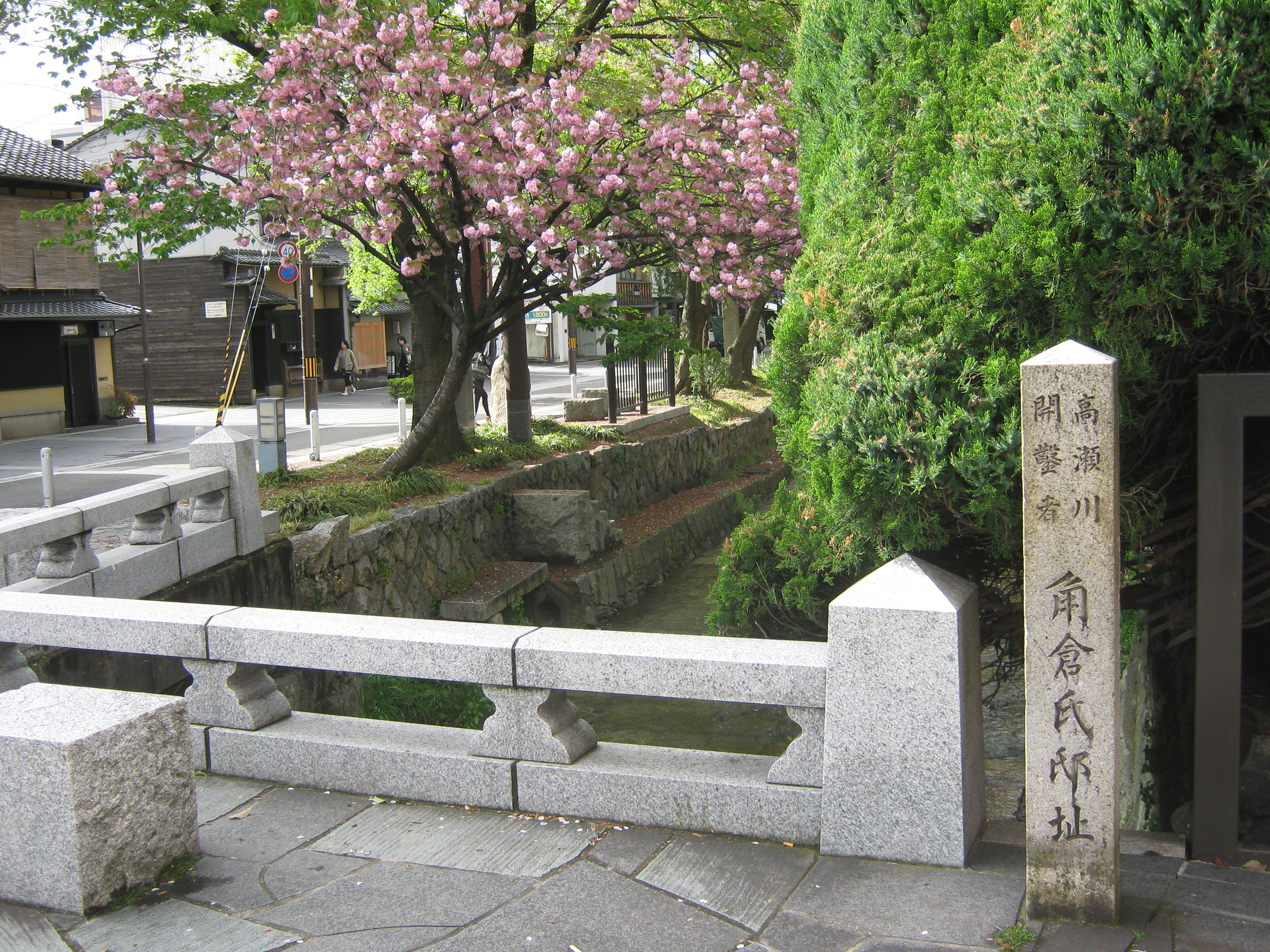
角倉了以邸跡 邸宅跡 京都市中京区木屋町二条下ル
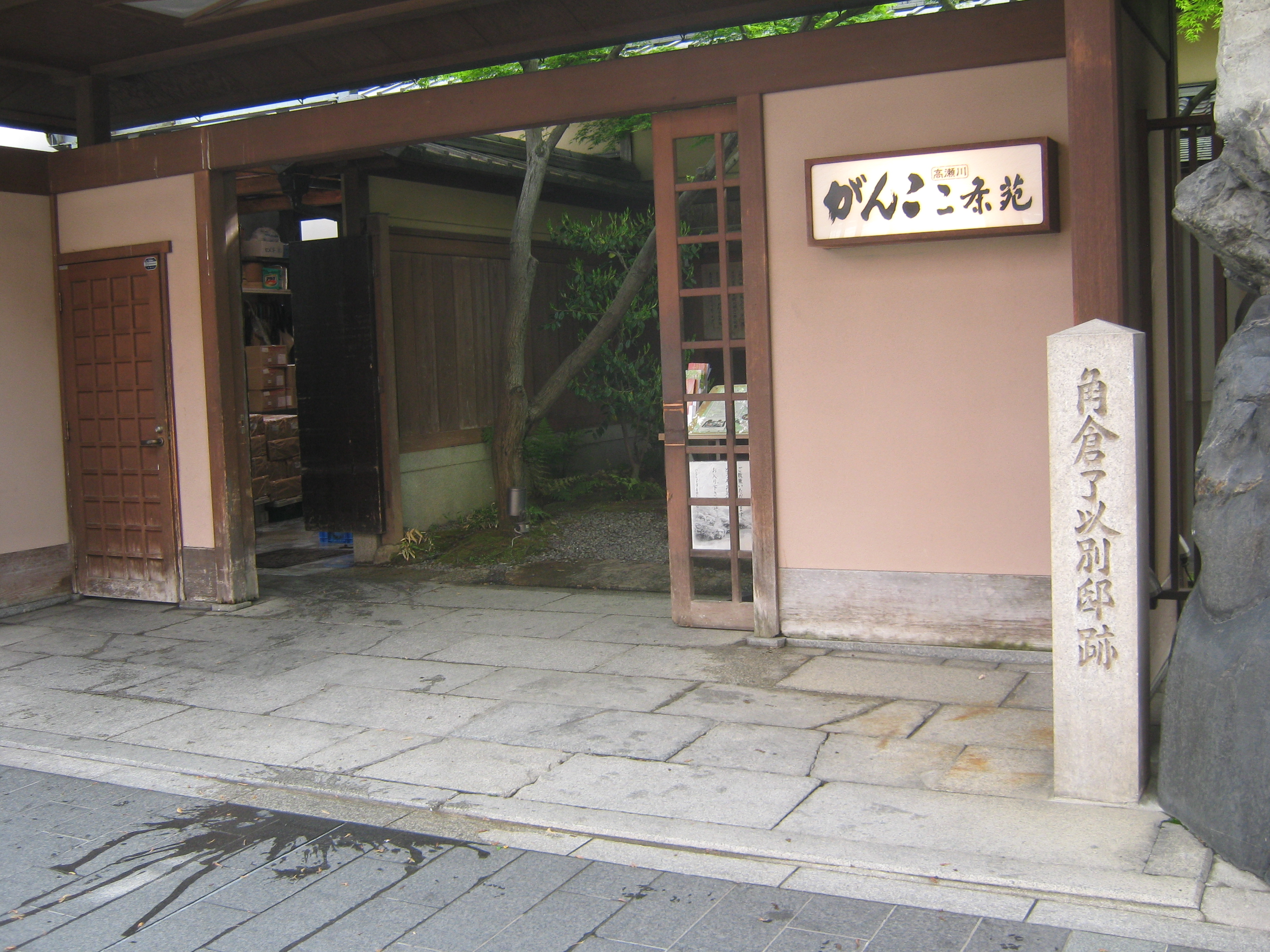
角倉了以邸跡 庭園跡